# Adolfo Suárez González
|  | «Adolfo Suárez» redirigeix aquí. Vegeu-ne altres significats a «Adolfo Suárez (desambiguació)». |

Adolfo Suárez González (Cebreros, Àvila, 25 de setembre de 1932 – Madrid, 23 de març de 2014) fou un polític i advocat espanyol. Va ser president del govern d'Espanya (1976-1981) i una figura rellevant de la Transició espanyola. Joan Carles I li va concedir el 1981 el ducat de Suárez, amb grandesa d'Espanya, i va ser també cavaller de l'Orde del Toisó d'Or.

## Biografia
Llicenciat en Dret per la Universitat de Salamanca i doctorat per la Universitat Complutense de Madrid, va ocupar diferents càrrecs dintre de les estructures del règim franquista de la mà de Fernando Herrero Tejedor.
El 1958 passa a formar part de la «Secretaria General del Moviment» ascendint, el 1961, a Cap del Gabinet Tècnic del Sotssecretari General, procurador en Corts per la província d'Àvila el 1967 i governador civil de Segòvia el 1968. L'any 1969 és designat Director General de Radiotelevisió Espanyola, on ja havia ocupat altres càrrecs entre 1964 i 1968, romanent en el càrrec fins al 1973.
A l'abril de 1975, novament de la mà d'Herrero Tejedor, és nomenat Sotssecretari General del Moviment. L'11 de desembre de 1975, després que Herrero Tejedor morís en un accident d'automòbil, Adolfo Suárez és nomenat ministre Secretari General del Moviment, càrrec en el qual roman en el primer gabinet de Carlos Arias Navarro, format després de la mort de Franco el novembre de 1975.

## Formació de Govern
Quan al juliol de 1976 el rei Joan Carles I li va encarregar la formació de govern i el consegüent desmuntatge de les estructures franquistes, Suárez era un perfecte desconegut per a una gran majoria del poble espanyol. No obstant això, als seus 43 anys (amb no poques dificultats) va aglutinar un grup de polítics de la seva generació que havien arribat a les conviccions democràtiques per diversos camins. Va saber reunir, al costat de falangistes "conversos" com ell, a socialdemòcrates, liberals i democristians, entre d'altres.
En aquesta tasca va tenir l'ajuda de Torcuato Fernández Miranda, que va assolir l'autoliquidació de les Corts franquistes i tirar endavant la Llei per la Reforma Política, i amb la del tinent general Manuel Gutiérrez Mellado, encarregat de tranquil·litzar i controlar -tant com fos possible- les altes esferes militars, compostes en la seva major part per militars que havien participat en la Guerra Civil i, per tant, proclius al règim franquista.
En plena inestabilitat nacional i política, va evidenciar la seva sobirania i intrepidesa legalitzant el 9 d'abril de 1977 el Partido Comunista de España (PCE) i autoritzant el retorn del president Tarradellas, que va arribar a Barcelona el 23 d'octubre de 1977.
Aprovat el Referèndum sobre la Llei per a la Reforma Política el 15 de desembre de 1976, el 15 de juny de 1977, per primera vegada a Espanya des de 1936, es van celebrar eleccions generals lliures. Adolfo Suárez surt guanyador d'aquestes, al capdavant d'un conglomerat de formacions de centredreta, aglutinades entorn de la seva persona, sota les sigles UCD (Unió de Centre Democràtic). Les Corts sortides d'aquelles eleccions, convertides en constituents, van aprovar la Constitució, que el poble espanyol confirmava el 6 de desembre de 1978.
El 3 de març de 1979, Adolfo Suárez guanyava per segona vegada unes eleccions generals i iniciava el seu tercer mandat com a president del Govern. Va ser una etapa de govern plena de dificultats polítiques, socials i econòmiques que el van conduir, davant les tensions sorgides en el seu propi partit, a presentar la dimissió el 29 de gener de 1981. En el seu missatge al país va afirmar: «Jo no vull que el sistema democràtic de convivència sigui, una vegada més, un parèntesi en la Història d'Espanya».

## ElCentro Democrático y Social
Poc després de la seva dimissió va crear, al costat d'altres exdirigents de la UCD, el partit Centro Democrático y Social (CDS), amb el qual es va presentar a les eleccions del 28 d'octubre de 1982, sent elegit diputat per Madrid. Va revalidar el seu escó el 1986 i 1989, però el 1991 va dimitir com a President del CDS després de la crisi d'aquest partit que abandonà la principal escena política.

## Retirada de la vida política

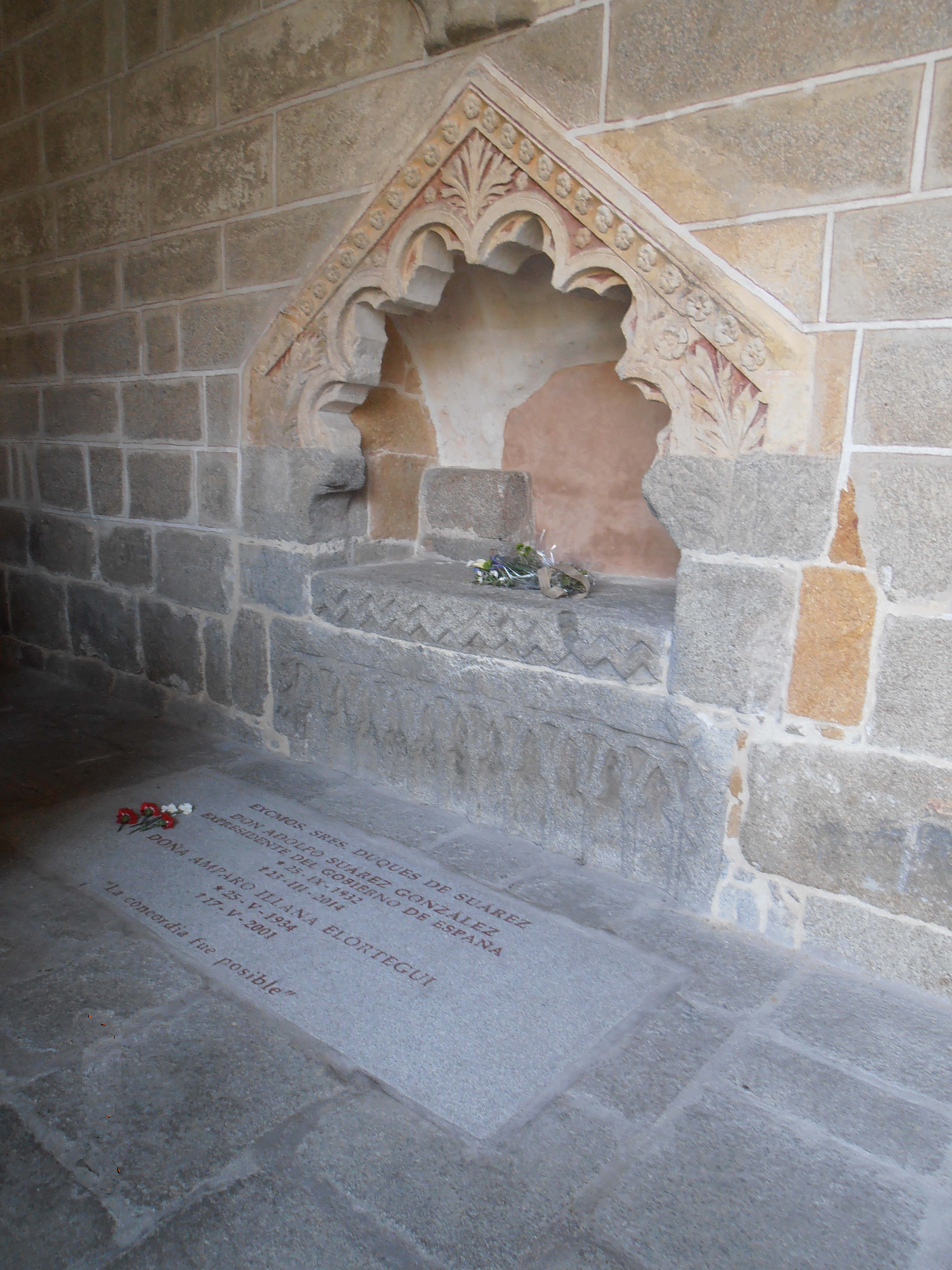
Tomba d'Adolfo Suárez i la seva esposa a la catedral d'Àvila

El 1996 se li va concedir el Premi Príncep d'Astúries de la Concòrdia per la seva important contribució a la transició espanyola a la democràcia.
Tant la seva esposa, Amparo Illana Elórtegui, com la seva filla gran, Marian Suárez Illana, varen patir i, finalment, morir de càncer (Amparo el 2001 i Marian el 2004). La seva filla Sonsoles Suárez, presentadora de televisió, també ha patit càncer. Suárez tenia tres fills més: Adolfo Suárez Illana, que va ser candidat del Partido Popular a la presidència de la Comunitat Autònoma de Castella - la Manxa l'any 2003, Laura i Javier.
Va ser el seu fill Adolfo que va fer públic, en una entrevista al programa "Las Cerezas" de Televisió Espanyola emès el 31 de maig de 2005, que l'expresident Suárez patia una demència senil degenerativa des del 2003, i que ni tan sols recordava haver estat president del govern i no reconeixia ningú, responent només a estímuls afectius.
El 2005, des del programa "Protagonistas" de Luis del Olmo (Punto Radio) se li va fer un homenatge al qual es van sumar Suárez Illana, Santiago Carrillo, i els següents quatre presidents del Govern espanyol.

## Distincions i condecoracions
Gran Creu de l'orde del Mèrit Civil (18 de juliol de 1969).
Medalla d'Or de Segòvia (17 de novembre de 1969).
 Gran Creu de l'orde del Mèrit Militar amb Distintiu Blanc (14 de setembre de 1970).
 Gran Creu de l'orde Civil d'Alfons X el Savi (1 d'abril de 1971).
Encomienda (1 d'abril de 1967).
 Gran Creu de l'Orde de Cisneros (18 de juliol de 1972).
 Gran Creu del Reial Orde d'Isabel la Catòlica (29 de setembre de 1973).
 Gran Creu de l'orde del Jou i les Fletxes (4 de juliol de 1975).
 Gran Creu del Reial i Distingit orde de Carles III (23 de junio de 1978).
 Premi Príncep d'Astúries de la Concòrdia (13 de setembre de 1996).
 Collar de l'Insigne Orde del Toisó d'Or (8 de juny de 2007).
Alta Distinció de la Generalitat Valenciana (A títol pòstum) (2014).